# Д
Д, д (en cursiva: Д, д) és una lletra de l'alfabet ciríl·lic, cinquena a l'alfabet belarús i rus i sisena a l'alfabet ucraïnès. També present als alfabets búlgar i macedoni.
Prové de la lletra de l'alfabet grec: Δ. La major diferència gràfica amb la seva equivalent grega rau en les dues potes de sota que hi ha als extrems inferiors. Representa el so de la plosiva dental sonora /d/. En rus també pot representar la plosiva dental sorda /t/ al final d'una síl·laba: com en la paraula гоpoд [górat] (ciutat).
A l'escriptura a mà la Д (majúscula) sol escriure's similar a la D llatina. El motiu rau en el fet que la versió de motlle no sembla confortable per ser escrita ràpidament. Del mateix mode, la д (minúscula) sol ser escrita a mà com la g i s'uneix a la següent lletra per la seva cua. En canvi, a l'escriptura tipogràfica cursiva, la minúscula s'assembla més a la d minúscula llatina: Д, д. A l'antiguitat, al sistema numeral ciríl·lic, aquesta lletra tenia el valor numèric 4.

Д д manuscrita

## Taula de codis
| Codificació de caràcters | Tipus     | Decimal | Hexadecimal | Octal  | Binari              |
| ------------------------ | --------- | ------- | ----------- | ------ | ------------------- |
| Unicode                  | Majúscula | 1044    | 0414        | 002024 | 0000 0100 0001 0100 |
| Unicode                  | Minúscula | 1076    | 0434        | 002064 | 0000 0100 0011 0100 |
| ISO 8859-5               | Majúscula | 180     | B4          | 264    | 1011 0100           |
| ISO 8859-5               | Minúscula | 212     | D4          | 324    | 1101 0100           |
| KOI 8                    | Majúscula | 228     | E4          | 344    | 1110 0100           |
| KOI 8                    | Minúscula | 196     | C4          | 304    | 1100 0100           |
| Windows 1251             | Majúscula | 196     | C4          | 304    | 1100 0100           |
| Windows 1251             | Minúscula | 228     | E4          | 344    | 1110 0100           |